# جون أيه إيدي
جون أيه إيدي (بالإنجليزية: John A. Eddy)‏ (و. 1931 – 2009 م) هو عالم فلك من الولايات المتحدة الأمريكية .
توفي عن عمر يناهز 78 عاماً.